# 斯特沃·彭达罗夫斯基
斯特沃·彭达罗夫斯基（1963年4月3日—），北马其顿政治人物，曾任北马其顿总统。2014年4月他代表马其顿社会民主联盟角逐马其顿共和国总统一职，最终败于时任总统格奥尔基·伊万诺夫。2019年再次參選總統，在次輪投票中擊敗戈尔达娜·西莉娅诺夫斯卡-达夫科娃勝出選舉，成功當選北馬其頓總統。2024年连任竞选失败。

## 生平
1987年获得斯科普里西里尔和迪乌斯大学法学学位，后来又取得该校的政治学硕士和博士学位。
起初他担任马其顿内政部负责公共关系的助理部长，1998–2001年担任内政部分析与研究部门的主管。
2001年至2004年任总统特拉伊科夫斯基国家安全与外交政策的高级顾问。2004–2005任国家选举委员会主席。2005到2009年又再次担任总统茨尔文科夫斯基国家安全与外交政策的高级顾问。自2008年起担任斯科普里美國學院大學国际安全、外交政策和全球化领域的助理教授。
2014年3月4日，他被反对党社会民主联盟推选为总统候选人，经过两轮的选举后以41.14%的支持率败于伊万诺夫。
2019年大选中以53.59%的得票率成功当选总统。
2024年大选第1轮得票率20.49%，第2轮得票率30.99%，连任失败。